# Manuel Tolsà Sarrión
Manuel Tolsà Sarrión (Énguera, València, 4 de maig de 1757 - † Las Lagunas, Mèxic, 24 de desembre de 1816) fou un conegut arquitecte i escultor valencià neoclàssic que treballà al Mèxic colonial.

## Biografia
Estudià a València a la Reial Acadèmia de Belles Arts de Sant Carles i a la Reial Acadèmia de Belles Arts de San Fernando de Madrid. Fou deixeble de Josep Puchol en la seua vessant d'escultor i de Ribelles, Gascó i Gilabert en la d'arquitecte. Fou escultor de càmara del rei, ministre de la Junta de comerç, Moneda i Mines i acadèmic a l'Acadèmia de sant Ferran. L'any 1790 se'l nomena director de l'Acadèmia de Sant Carles, acabada de crear a la Ciutat de Mèxic.
Surt de Cadis el 1791, i arriba al virregnat de Nova Espanya en 1791 amb llibres, instruments de treballs i còpies d'escultures clàssiques del Vaticà. Es casa amb María Luisa de Sanz Téllez de Girón i Espinosa, al port de Veracruz.
A la seua arribada l'ajuntament li encarrega supervisar les obres de drenatge i abastiment d'aigua de la Ciutat de Mèxic i la reforestació de l'Alameda Central, servicis pels quals no rebé compensació alguna. Posteriorment es dedicaria a les distintes obres per les quals se'l coneix. Les seues obres arquitectòniques són recognoscibles. També fabricà mobles, realitzà ornaments per a les esglésies (canelobres, crucifixos, etc.) fongué canons, obrí una casa de banys i una fàbrica de cotxes, i instal·là un forn de ceràmica.
Tolsà morí el 1816 d'una úlcera gàstrica i se'l soterrà al panteó de l'església de la Santa Veracruz, a la Ciutat de Mèxic.

## Obres de Manuel Tolsà

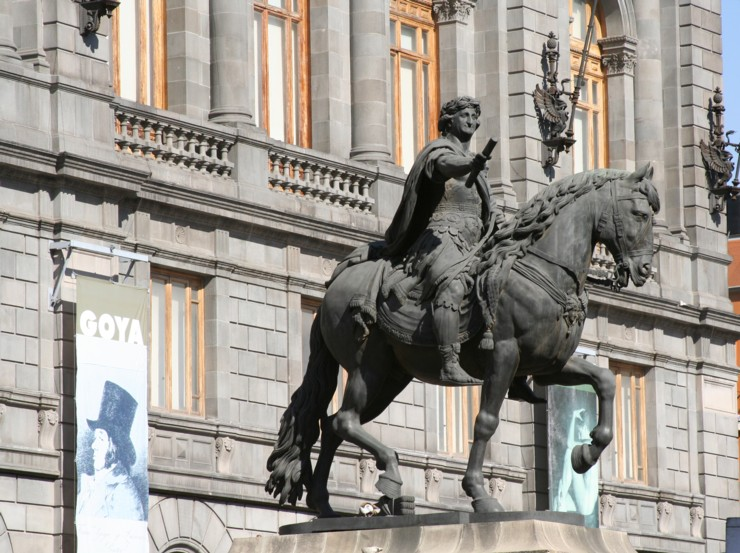
"El Caballito"

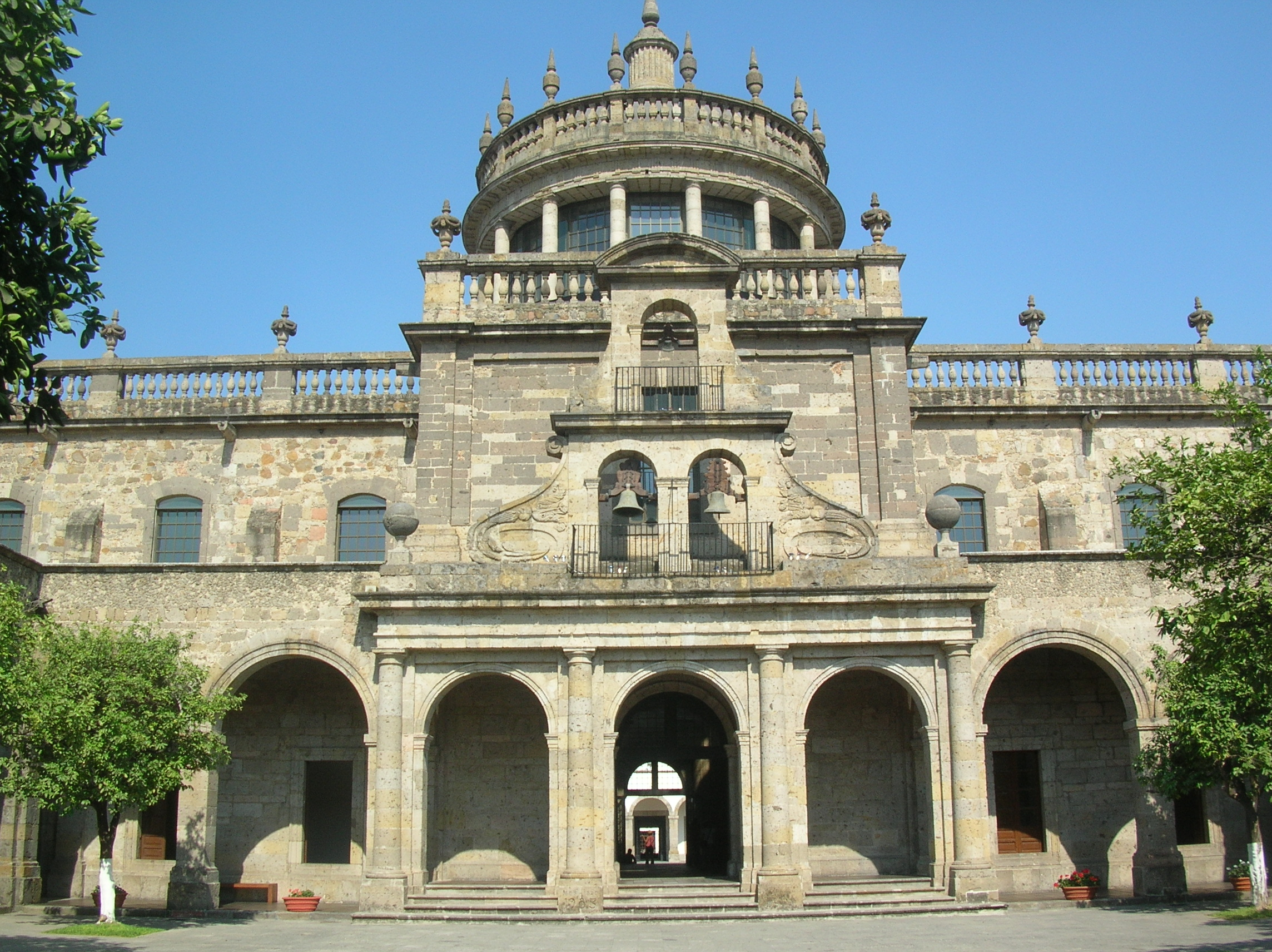
Hospicio Cabañas declarat Patrimoni de la Humanitat el 1997

- Finalització de l'obra de la Catedral Metropolitana de la Ciutat de Mèxic, sobretot les estàutes i retocs a la façana, tot acabat el 1813.
- El Palacio de Minería, Ciutat de Mèxic (1797-1813).
- L'estàtua eqüestre de Carles IV "El Caballito".
- L'antic palau de Buenavista (avui museu de San Carlos).
- Palau del marqués del Apartado. Enfront del Templo Mayor, a la ciutat de Mèxic. Construït entre 1795 i 1805, residència de Ferran VII si hagués anat a Mèxic.
- Altar principal de la Catedral de Puebla
- Altar principal de l'església de Sant Doménec, a la Ciutat de Mèxic.
- Altar principal de l'església de La Profesa.
- Altar de la Puríssima Concepció a l'església de la Profesa. El rostre de la verge situat a la dreta sembla haver sigut basat en el de "La Güera" Rodríguez (María Ignacia Rodríguez de Velasco y Osorio Barba).
- Altar major del Convent de Caputxines (desaparegut). Dedicat a Sant Felip de Jesús.
- Font on s'iniciava el Camí Real Toluca (desapareguda), també un obelisc i una piràmide.
- Bust de Hernán Cortés a l'Hospital de Jesús.
- Crists de bronze que es troben a la Catedral de Morelia.
- Disseny de la quarta etapa (la neoclàssica) de l'església de Loreto.
- Plànols del Hospicio Cabañas a Guadalajara
- Celda de la Marquesa de Selva Nevada. Dins del convent de Regina Porta Coeli. Avui dia és seu de la Celda Contemporánea de la Universidad del Claustro de Sor Juana.
- Projectes no realitzats per a una plaça de bous, el palau de govern de Durango, un cementeri i un convent.